# Dueños de la cocina
Dueños de la cocina fue un programa de televisión argentino emitido por Telefe. Presenta un formato de reality show, en el que diversos cocineros profesionales compiten para ser elegidos administradores de un restaurante. Está conducido por Marley y el jurado lo integran los chefs Narda Lepes, Donato De Santis y Christophe Krywonis, junto con un grupo de cincuenta personas que prueban los platos.
La primera temporada, de trece episodios, se emitió entre abril y julio de 2016. La segunda comenzó en mayo de 2017 y finalizó en julio.

## Premios y nominaciones
| Año  | Premio                        | Categoría                   | Resultado |
| ---- | ----------------------------- | --------------------------- | --------- |
| 2016 | Premios Tato                  | Mejor Talent Show           | Ganador   |
| 2017 | Premios Martín Fierro         | Mejor Reality               | Nominado  |
| 2017 | Kids' Choice Awards Argentina | Reality o Concurso Favorito | Nominado  |